# Jaderná elektrárna Fermi
Jaderná elektrárna Fermi (anglicky Enrico Fermi Nuclear Generating Station) je provozní jadernou elektrárnou ve Spojených státech. Leží v Monroe County ve státě Michigan a rozkládá se na ploše 400 hektarů. Elektrárnu vlastní a provozuje společnost DTE Energy Electric Company. Elektřinu poskytuje prostřednictvím přenosových linek 345 kV a 120 kV, které spravuje společnost ITC Transmission. Zařízení je pojmenováno po italském jaderném fyzikovi Enricu Fermim, který se podílel na vývoji prvního bloku. Reaktory dodala a vybudovala americká společnost General Electric.

## Historie a technické informace

### Reaktory

#### Blok 1
Výstavba prvního bloku byla zahájena dne 1. prosince 1956. Jednalo se o množivý typ reaktoru chlazený sodíkem s hrubým výkonem 65 MW a čistým výkonem po odečtení vlastních potřeb bloku 61 MW. Do sítě byl blok připojen dne 5. srpna 1966 a později byl uveden do provozu dne 7. srpna 1966.
Šlo o prototypový reaktor chlazený tekutým sodíkem, který jako palivo vyžadoval uran obohacený na 26%. Průměr jádra reaktoru s palivem byl pouhých 76 centimetrů a obsahoval 92 palivových souborů. Kolem této zóny bylo umístěno dalších 548 palivových souborů s ochuzeným uranem. Každý soubor měl plochu půdorysu asi 6,35 centimetrů čtverečních a zhruba 215 cm na výšku. Dále jádro obsahovalo dvě regulační tyče a 8 bezpečnostních tyčí. S lepším palivem mohl reaktor produkovat až 125 MW elektrické energie, avšak byl uzavřen ještě předtím, než bylo toto palivo vůbec objednáno.
Dne 5. října 1966 došlo v reaktoru k havárii, kdy se při provozu částečně roztavilo palivo. Dva z 92 palivových souborů byly poškozeny teplotou 320 °C, protože došlo k ucpání jednoho otvoru ve spodní částí jádra, kterým proudilo chladivo. To způsobilo jeho nedostatečné proudění do aktivní zóny a operátoři si toho nevšimli až do doby, dokud se nerozezněly alarmy oznamující příliš vysokou teplotu jádra. Podle vyjádření NRC byl únik radioaktivity do životního prostředí jen velmi malý.
Blok byl znovu uveden do provozu dne 1. července 1970, ale kvůli nedostatku financí na neustálé opravy stárnoucího vybavení bylo rozhodnuto o definitivním ukončení provozu. Reaktor navždy ukončil svůj provoz dne 29. listopadu 1972 a od roku 1975 probíhá jeho demontáž.

#### Blok 2
Plány va výstavbu druhého bloku byly oznámeny v červenci 1968. Jeho výstavba byla zahájena dne 26. září 1972. Jedná se o varný reaktor typu BWR-4 o hrubém výkonu 1198 MW a čistém výkonu po odečtení vlastních potřeb bloku 1115 MW. Do sítě byl blok připojen dne 21. září 1986 a do komerčního provozu vstoupil 23. ledna 1988.
Tlaková nádoba reaktoru obsahuje 764 palivových souborů a 185 regulačních tyčí. Palivové soubory mají velikost půdorysu zhruba 15 centimetrů čtverečních a 370 centimetrů na výšku. Původně blok používal turbogenerátor od společnosti English Electric, ale po nehodě v roce 1993, kdy došlo k ulomení lopatek turbíny, byl turbogenerátor vyměněn za novější od společnosti General Electric. Ke chlazení blok používá uzavřený okruh s dvěma 120 metrů vysokými chladicími věžemi. Voda do tohoto okruhu je doplňována z jezera Erie.

#### Blok 3
Původní třetí blok měl být identický s blokem č. 2. Měl používat sdílenou turbínovou halu s druhým blokem a stát hned vedle něj. Byl objednán v roce 1972, ale v roce 1974 došlo ke zrušení kvůli nedostatku financí.
V září 2008 podala společnost Detroit Edison žádost u NRC na výstavbu a následný provoz nového třetího bloku. Mělo se jednat o varný reaktor ESBWR o výkonu 1550 MW od společnosti General Electric, stavba měla trvat zhruba 6 let a cena se pohybovala kolem 10 miliard dolarů.
V roce 2015 NRC schválila stavební a provozní licenci pro třetí blok, ale od té doby nedošlo k žádnému posunu.

### Okolní obyvatelstvo
NRC definuje dvě zóny havarijního plánování kolem jaderných elektráren. První o poloměru 16 kilometrů, která se týká především vystavení radioaktivní kontaminace vzduchu a poté druhou o poloměru 80 kilometrů, jež se zabývá kontaminací potravin a vody.
Odhad NRC z roku 2010 každoročního rizika zemětřesení dostatečně silného na to, aby způsobilo poškození aktivní zóny byl 1 ku 238 095.

## Informace o reaktorech
| Reaktor | Typ reaktoru  | Výkon   | Výkon   | Zahájení výstavby | Připojení k síti | Uvedení do provozu | Uzavření     |
| Reaktor | Typ reaktoru  | Čistý   | Hrubý   | Zahájení výstavby | Připojení k síti | Uvedení do provozu | Uzavření     |
| ------- | ------------- | ------- | ------- | ----------------- | ---------------- | ------------------ | ------------ |
| Fermi-1 | FBR           | 61 MW   | 65 MW   | 1. 12. 1956       | 5. 8. 1966       | 7. 8. 1966         | 29. 11. 1972 |
| Fermi-2 | BWR-4 251-764 | 1115 MW | 1198 MW | 26. 9. 1972       | 21. 9. 1986      | 23. 1. 1988        |              |
| Fermi-3 | ESBWR         |         | 1550 MW | Stav neznámý      | Stav neznámý     | Stav neznámý       |              |